# Adolfo Leoni
Adolfo Leoni (Gualdo Tadino, Umbria, 13 de enero de 1917 - Massa, 19 de octubre de 1970) fue un ciclista italiano. Como ciclista amateur ganó el Gran Premio de Europa de 1936 y en 1937 el Campeonato del Mundo amateur. Saltó al profesionalismo en 1938 y estuvo en actuvo hasta 1952, consiguiendo 69 victorias. 

## Palmarés
| 1937 - Campeonato del Mundo amateur 1938 - 1 etapa en el Giro de Italia - 1 etapa en el Giro di Campania 1939 - Coppa Bernocchi - Giro del Veneto - Milán-Mantua - 1 etapa en el Giro de Italia 1940 - Milán-Mantua - 4 etapas en el Giro de Italia 1941 - Campeonato de Italia en Ruta - Giro del Lazio 1942 - Giro de Emilia - Milán-San Remo | 1945 - Tres Valles Varesinos 1946 - Giro de Emilia - 1 etapa en el Giro de Italia 1947 - 3 etapas en el Giro de Italia 1948 - 2 etapas en el Giro de Italia - Sassari-Cagliari 1949 - Giro del Piemonte - 3 etapas en el Giro de Italia 1950 - 1 etapa en el Tour de Francia - 1 etapa en el Giro de Italia 1951 - 1 etapa en el Giro de Italia |

## Resultados en Grandes Vueltas y Campeonatos del Mundo
Durante su carrera deportiva consiguió los siguientes puestos en las Grandes Vueltas y en los Campeonatos del Mundo en carretera:
| Carrera         | 1938 | 1939 | 1940 | 1941 | 1942 | 1943 | 1944 | 1945 | 1946 | 1947 | 1948 | 1949 | 1950 | 1951 | 1952 |
| --------------- | ---- | ---- | ---- | ---- | ---- | ---- | ---- | ---- | ---- | ---- | ---- | ---- | ---- | ---- | ---- |
| Giro de Italia  | Ab.  | 22º  | 28º  | -    | -    | -    | -    | -    | Ab.  | 21º  | Ab.  | 4º   | Ab.  | 62.º | -    |
| Tour de Francia | -    | -    | -    | -    | -    | -    | -    | -    | -    | -    | -    | -    | Ab.  | -    | -    |
| Vuelta a España | -    | -    | -    | -    | -    | -    | -    | -    | -    | -    | -    | -    | -    | -    | -    |
| Mundial en Ruta | -    | -    | -    | -    | -    | -    | -    | -    | 8º   | Ab.  | -    | -    | Ab.  | -    | -    |

Exp: expulsado por la organización

-: no participa 

Ab.: abandono